# 亞當·里夫金
亞當·里夫金（英語：Adam Rifkin，1966年12月31日—）或有時稱作里夫·庫根（英語：Rif Coogan），美國男導演、編劇、製片人和演員。他擅長撰寫家庭喜劇片的劇本，較知名的作品如高爾·韋賓斯基電影《捕鼠氣》（1997年）和弗雷德里克·杜州電影《超狗任務》（2007年）。而里夫金也執導了紀錄片《傑賽普拍電影》（2014年），其內容描述演員兼導演傑賽普·安德魯斯製作低預算電影的歷程。

## 早期生活
亞當·里夫金出生於伊利諾州的芝加哥，並於1984年畢業於芝加哥藝術學院。

## 作品列表
- 1989：《Never on Tuesday（英语：Never on Tuesday）》（編劇，導演，演員）
- 1989：《下水（英语：Going Overboard）》（聯合製片人）
- 1989：《Tale of Two Sisters（英语：Tale of Two Sisters）》（導演）
- 1990：《隱形狂人（英语：The Invisible Maniac）》（編劇，導演）
- 1990：《Disturbed》（演員）
- 1991：《黑暗城市1991（英语：The Dark Backward）》（編劇，導演，演員）
- 1991：《Bikini Island》（演員）
- 1992：《Last Dance》（演員）
- 1992：《神經絕代雙驕（英语：The Nutt House (film)）》（導演）
- 1993：《The Flesh Merchant》（演員）
- 1993：《Bikini Squad》（演員）
- 1993：《瘋狂暴警（英语：Psycho Cop 2）》（導演，演員）
- 1994：《轟天大追擊》（編劇，導演）
- 1996：《Bone Chillers（英语：Bone Chillers）》（編劇，創作者，導演，聯合執行製片人；電視劇）
- 1997：《捕鼠氣》（編劇）
- 1998：《關於性的一些事兒（英语：Denial (1998 film)）》（編劇，導演，演員）
- 1998：《晶兵總動員》（編劇）
- 1998：《Susan's Plan》（演員）
- 1999：《愛我在清晨（英语：Touch Me in the Morning (film)）》（監製）
- 1999：《搖滾新世代（英语：Detroit Rock City (film)）》（導演，演員）
- 1999：《Miscellaneous Shit: Behind the Scenes of Detroit Rock City》（演員）
- 2000：《歡迎來到好萊塢（英语：Welcome to Hollywood）》（編劇，導演，演員）
- 2001：《Without Charlie》（編劇，導演，演員）
- 2001：《Porn Star: The Legend of Ron Jeremy》（演員）
- 2001：《金鷹酒店之夜（英语：Night at the Golden Eagle）》（編劇，導演，演員，監製）
- 2003：《Getting Hai》（監製）
- 2005：《Grandpa》（監製）
- 2006：《超人集中營（英语：Zoom (2006 film)）》（編劇）
- 2007：《石器時代（英语：Homo Erectus (film)）》（編劇，導演，演員）
- 2007：《Garbanzo Gas》（監製）
- 2007：《眾生相（英语：Look (2007 film)）》（編劇，導演）
- 2007：《超狗任務》（編劇）
- 2007：《Blump's Squeezable Documentary》（演員，監製）
- 2008：《今夜娛樂（英语：Entertainment Tonight）》（演員；電視劇）
- 2008：《Spread TV》（演員；電視劇）
- 2008：《Starz Inside》（演員；電視劇）
- 2008：《Trailers from Hell（英语：Trailers from Hell）》（演員；網路劇）
- 2008：《Fairy Tail Police》（演員）
- 2009：《Starz Inside: Sex and the Cinema》（演員；電視短片）
- 2010：《Advice for New Screenwriters》（演員）
- 2010：《笨蛋（英语：Knucklehead (2010 film)）》（編劇）
- 2010：《Look: The Series（英语：Look: The Series）》（編劇，導演，執行製片人；電視劇）
- 2011：《驚叫大電影》（導演，演員，執行製片人）
- 2012：《Reality Show》（編劇，導演，演員，執行製片人；電視劇）
- 2014：《傑賽普拍電影（英语：Giuseppe Makes a Movie）》（導演，監製）
- 2015：《Shooting the Warwicks（英语：Shooting the Warwicks）》（編劇，導演，演員，監製）
- 2016：《導演剪輯版（英语：Director's Cut (film)）》（導演，監製）
- 2017：《潦倒歲月（英语：The Last Movie Star）》（編劇，導演，監製）

## 外部連結
- 亞當·里夫金在互联网电影资料库（IMDb）上的資料（英文）